# Liste der Bischöfe von Cassano all’Jonio
Die folgenden Personen waren Bischöfe von Cassano all’Jonio (Italien):
- N.N. (1059)
- Johannes I. (1067–1088?)
- Sasso oder Sassone (? 1092–1106?)
- Gregor (1085–1111)
- Vitale ?(1116–1121?)
- ? N.N (1130)
- Johannes II. (1133?–1144)
- Federico Milanese ?(1157)?
- Johannes III. (1165–1168)
- Thomas ?(1168–1174)
- Soffrido ?(1195)?
- Ugo
- Terrizio ?(1223)?
- Biagio
- Giovanni Fortebraccio (1252–1267)
- Marco d'Assisi (1267–1282)?
- Pasquale ?(1285–1296)? (auch Bischof von Larino)
- Riccardo (?1301)
- Guglielmo de Cuna (1301–?)
  - ?Alberto Besozzi (1312)
- Giovanni ?(1316–1328)?
- Giovanni Marino (1329–1334)
- Landolfo Vulcano (1334–1340)?
- Ruggero Quattromani ?(1344–1346)?
- Giovanni (1348–1373)
- Marino oder Martino del Giudice (1373–1379) (auch Bischof von Brindisi)
  - Andrea Cumano (1379–1383)
- Roberto del Giudice (1379–?)
- Nicola (Tomacelli?) ?(1388–1392)
- Pietro (1392–1399) (auch Bischof von Marsico Nuovo)
- Febo Sanseverino (1399–1404)
- Marino Scannaforcia (1404–1418)
- Antonello Gesualdo (1418–1428)
- Guglielmo Chyurlia (1429) (auch Bischof von Oranges)
- Belforte Spinelli (1432–1440)
- Gioacchino Suhare (1440–1463) (auch Bischof von Soana und Canne)
- Giovanni Francesco Brusato (1463–1476)
- Bartolomeo del Poggio (1476–1485)
- Nicola Tomacelli (1485–?)
- Marino Tomacelli (1490–1519)
- Domenico Kardinal Giacobazzi (1519–1523) (Administrator)
- Cristoforo Kardinal Giacobazzi (1523–1540)
- Durante Kardinal Duranti (1541–1551) (Administrator, Kardinal ab 1544, auch Erzbischof von Brescia)
- Bernardo de Michelozzi (1551–1552) (Administrator, auch Bischof von Forli)
- Giovanni Angelo Kardinal de’ Medici (1553–1560) (Administrator, auch Erzbischof von Ragusa, Kardinal ab 1549)
- Marco Settico Kardinal Altemps (1560–1561) (Administrator)
- Giovanni Battista Serbellone (1561–1578)
- Tiberio Carafa (1579–1588)
- Ludovico Audoeno (1588–1595)
- Giulio Caracciolo (1597–1599) (auch Erzbischof von Trani)
- Bonifazio Caetani (1599–1613) (Kardinal ab 1605, auch Bischof von Taranto)
- Deodato de Arze (Diego de Arce) OFM (1614–1616)
- Paolo Palumbo (1617–1648) (auch Bischof von Viesti)
- Gregorio Carafa (1648–1664) (danach Bischof von Salerno)
- Alfonso oder Ildefonso di Balmaseda (1670–1673) (danach Bischof von Gerona)
- Giovanni Battista del Tinto (1676–1685) (auch Erzbischof von Trani)
- Francesco de Sequeyros y Santamaior (1686–1691)
- Vincenzo de Magistris (1692–1705)
- Nicola Rocco (1707–1725) (auch Bischof von Ravello und Scala)
- Gennaro Fortunato (1729–1751)
- Giovanni Battista Miceli (1752–1763)
- Giovanni Battista Coppola (1763–1797)
- Francesco Antonio Grillo (1804) (auch Bischof von Martirano)
- Adeodato Gomez Cardosa (1818–1828) (danach Bischof von Isernia)
- Michele Bombini (1829–1871)
- Alessandro Maria Basile (1871–1883) (auch Bischof von Chiazzo)
- Raffaele Danise (1883–1884)
- Antonio Pistocchi (1884–1888)
- Evangelista Di Milia OFMCap (1889–1898) (danach Bischof von Lecce)
- Antonio Maria Bonito (1899–1905)
- Pietro La Fontaine (1906–1910)
- Giuseppe Bartolomeo Rovetta (1911–1920)
- Bruno Occiuto (1921–1937)
- Raffaele Barbieri (1937–1968)
- Domenico Vacchiano (1970–1978)
- Girolamo Grillo (1979–1983)
- Giovanni Francesco Pala (1984–1987)
- Andrea Mugione (1988–1998) (auch Erzbischof von Crotone-Santa Severina)
- Domenico Graziani (1999–2006) (auch Erzbischof von Crotone-Santa Severina)
- Vincenzo Bertolone SDP (2007–2011) (dann Erzbischof von Catanzaro-Squillace)
- Nunzio Galantino (2011–2015)
- Francesco Savino (seit 2015)